# Babygrande Records
Babygrande Records — це незалежний музичний лейбл, орієнтований на музику в стилі хіп-хоп, який розташований у Нью-Йорку. Лейбл засновано у 2001 р. Розповсюдження звукозапису здійснюється компанією Redeye Distribution. У Голлівуді лейбл Babygrande представлений агентством Creative Artists Agency.
Засновник Babygrande Records, Чак Вілсон, був технічним директором в Priority Records та директором з комерційних відносин на Black Entertainment Television. Також він у 2004 р. написав сценарій до фільму «Ульотний транспорт»
Віце-президентом та генеральним директором лейбла є Джесс Стоун, який колись працював в Interscope Records.

## Історія створення
2000-й рік. Вашингтон, округ Колумбія. Будівля кабельного каналу «BET» (Black Entertainment Television), кабінет директора бізнесу-центру компанії, Чака Вілсона. Свою роботу на телеканалі він поєднує з пошуком талановитих виконавців для однієї великої музичної компанії, лейбла Priority Records, що працював з більшістю гучних імен західного узбережжя.
Той же 2000-й рік. Філадельфія, Пенсільванія. Хардкор хіп-хоп група Jedi Mind Tricks, — тріо емси Vinnie Paz і Jus Allah, і продюсера Stoupe Stoupe the Enemy of Mankind, — випускає свій другий альбом. Випускає його на невідомому і малоуспішному лейблі, крім того нав'язуючому своє звучання виконавцям. Учасники невдоволені, контракт з лейблом закінчується, треба щось робити, а робити-то і нічого..
Рік 2001-й. Чак Вілсон помічає талановитих виконавців Філадельфії, а саме… Jedi Mind Tricks. І на додаток до своїх планів своєї подальшої кар'єри, що вже назрівали на той момент, він пропонує групі не подовжувати контракт з їх лейблом, а дає їм можливість укласти контракт з ним особисто і працювати під прапором незалежного лейбла, який Чак планує заснувати і обіцяє музикантам повну свободу у напрямі їх музики. Група погоджується і підписує контракт з Чаком, правда з тріо перетворюється на дует, — дороги групи і її учасника Jus Allah'а розійшлися, і він покинув колектив. Так і вважався початок лейблу Babygrande Records. Місце розташування — Нью-Йорк.
Пару років фактично JMT залишалися єдиними артистами лейбла, працювали над новим альбомом і одночасно над перевиданням на Babygrande своїх двох попередніх альбомів. У цей самий час Чак Вілсон займався тим, чим завжди і займався, — шукав талановитих і оригінальних артистів, щоб укласти з ними контракт і підписати на свій лейбл. Одним з перших таких щасливчиків був ямаєць Canibus, вже в 2003-їм року що випустив на лейблі Чака Вілсона свій п'ятий в кар'єрі альбом «Rip the Jacker», визнаний в майбутньому найкращою його роботою і одним з найкращих релізів в майбутній історії лейбла. За звучання альбому цілком і повністю відповідав групі JMT. У тому ж році Babygrande випускає в продаж третій альбом JMT і перевидає дві їх попередні роботи, тим самим лейбл заявляє про себе, і робить це задоволено шумно і успішно.
Одними з наступних підписаних на лейбл артистів стали земляки JMT, група Outerspace, і знову ж таки пов'язаний з JMT, дует 7l & Esoteric, який разом з Jedi Mind Tricks з 1998 року входять до складу супер-групи Army Of The Pharaohs, зв'язок якої з Babygrande Records лише цим не обмежиться. У 2004-ом року обидва колективи, рівно як і JMT, записують по альбому, а Outerspace цілих два. Десь в той же час над своїм першим альбомом на лейблі починає працювати вже відомий Jus Allah, і роком пізніше записав альбом.
У році 2005-ом Vinnie Paz, засновник супер-групи Army Of The Pharaohs, якій сім років після свого єдиного реліза фактично не існувало, скликає колектив для запису альбому на Babygrande Records, розширивши оригінальний склад групи. Тим самим склад артистів лейбла поповнюється досить великою групою людей, таких як репер з Коннектикуту Apathy, його колега по групі «Demigodz» Celph Titled, і черговий земляк JMT, Філадельфія Chief Kamachi. Склад самої групи вийшов значно ширше, але тут це не настільки поважно. Тоді ж на лейбл переходять група з Філадельфії The Lost Children of Babylon, німецький колектив продюсерів Snowgoons і відомий на той момент по роботі з Talib Kweli і Мосом Дефом і багатьма іншими, виконавець і продюсер Hi-tec.

## Тріумф
Тріумфальним для лейбла роком став 2006-ой рік. Всі релізи з штампом «Babygrande Records», що потрапляли на музичний ринок, були розхвалені всіма критиками. Це альбом супер-групи Army Of The Pharaohs «The Torture Papers», другий альбом hi-tek'а «Hi-teknology 2», перша робота Snowgoons «German Lugers», п'ятий альбом Jedi Mind Tricks «Servants In Heaven, Kings In Hell», альбом Bronze Nazareth «The Great Migration». Успіх підтверджує хоч би число продажів альбому JMT, це 75000 копій альбому незвично велике для незалежного лейбла число. А з незалежного андеграунд-лейбла Babygrande Records перетворився на один з найвідоміших і шанованих незалежних лейблов. Очевидно саме після цього успіху керівництво лейбла стало менш розбірливе в плані підбору артистів. Якщо до цього в основному це були виконавці в стилі хардкор, то після рамки відбору стали значно ширшими. Все в тому ж 2006-ом року до лейблу прилучилися дует продюсерів з Сан-Франциско Blue Sky Black Death, виконавець з Нью-Йорка Akir, а так само контракт з лейблом уклав соратник Snoop dogg'а, Kurupt. Сольними альбомами нагадали ще раз про себе Apathy, The Lost Children of Babylon, Chief Kamachi і новачки Blue Sky Black Death.
На Babygrande переходять добра хмара людей з гарлемської тусовки The Diplomats, — 40 Cal., Hell Rell, J.R. Writer і група Purple City. Не дуже зрозуміло, як дороги лейбла і цих артистів взагалі перетнулися і що між ними загального, але проте вищеперелічені стали артистами лейбла. У тому ж 2007-ом року Babygrande випускає альбом-повернення відомої групи Polyrythm Addicts «Break Glass», альбом учасника групи Sunz Of Man, Hell Razah спільно з Blue Sky Black Death, «Razahs Ladder», другий альбом супер-групи Army Of The Pharaohs «Ritual of Battle» і п'ятий альбом уродженця Квінса N.O.R.E. «Noreality». Так само артистом лейбла стає GZA. І ось що з чим ні порівнюй, за всіма показниками лейбл зменшив звороти в порівнянні з попереднім роком.
2008-ой рік. Лейбл робить рік відкритих дверей, і випускає багато нових альбомів. Другий альбом Snowgoons, релізи екс-дипломатів J.R. Writer і Dame Grease, Каліфорнія Custom Made, нова надія Брукліна Ransom, Hell Razah & Shabazz, другий альбом самородка з Нью-Йорка N.Y.Oil, черговий реліз Blue Sky Black Death, каліфорнійська група Randam Luck… І ще стільки ж повинні вийти в другій половині 2008-го року.

## Артисти
- 40 Cal.
- 7L & Esoteric
- Akir
- Apathy
- Army of the Pharaohs
- Almighty
- Big Shug
- Blue Sky Black Death
- Bronze Nazareth
- Canibus (RTJ)
- Cherryswine
- Chief Kamachi
- Custom Made
- Dame Grease
- DK 730
- Doap Nixon
- D-Block
- Gillie Da Kid
- GZA/Genius
- Hell Razah
- Hell Rell
- Hi-Tek
- J.R. Writer
- Jakki the Motamouth
- Jedi Mind Tricks
- Jus Allah (recently rejoined)
- Kurupt
- King Syze
- Lawless Element
- Lost Children of Babylon
- Lil' Dap
- Lord Jamar
- Monster Maker
- N.O.R.E.
- Outerspace
- Polyrythm Addicts
- Purple City
- Randam Luck
- Ransom
- Ras Kass
- Sa-Ra Creative Partners
- Sharkey
- Snowgoons
- The Society of Invisibles
- Think Differently Music
- T.H.U.G. Angelz
- UnKasa